# Die Offenbarung Johannis – Eine astronomisch-historische Untersuchung
Die Offenbarung Johannis – Eine astronomisch-historische Untersuchung ist der Titel der deutschen Ausgabe eines Buches des russischen Astronomen Nikolai Alexandrowitsch Morosow.

## Geschichte
Das im März 1907 veröffentlichte Werk hatte Morosow zwei Jahre zuvor während seiner Haftzeit verfasst. Auf Betreiben der orthodoxen Geistlichkeit wurde es im Jahr nach dem Erscheinen indiziert. Eine wörtliche Übersetzung des russischen Titels Откровение в грозе и буре. История возникновения Апокалипсиса lautet Offenbarungen in Gewitter und Sturm. Geschichte der Entstehung der Apokalypse.

## Inhalt
In dieser Schrift stellt Morosow die These auf, dass die Offenbarung des Johannes die astronomische Konstellation beschreibt, die am Sonntag, dem 30. September 395 julianischen Datums über der Insel Patmos stand. Morosow vermutet, dass das Interesse des hochgebildeten Johannes Chrysostomus von Antiochia deshalb auf die Himmelsbeobachtung gerichtet war, weil er in Kenntnis des Saroszyklus an jenem Tag eine Sonnenfinsternis erwartete (diese ereignete sich tatsächlich – allerdings über Südamerika). Diese These gilt jedoch heute als widerlegt, da die Offenbarung des  Johannes bereits vor der Zeit des Johannes Chrysostomus nachweislich von den Kirchenvätern Hieronymus und Irenäus erwähnt wurde.
Morosow hält fest:
1. Der Wochentag des Ereignisses ist angegeben:
- Offb. 1,10: Am Sonntag bemächtigte sich meiner eine Begeisterung…

2. Die Beschreibung beziehe sich auf den Sternhimmel und beginne systematisch am Pol bei dem Thron genannten Sternbild (modern: Kleiner Bär):
- Offb. 4,2: Und siehe, ein Thron stand im Himmel…

3. Sodann erwähne der Text die Milchstraße und die Tierkreiszeichen der Jahreszeiten: Löwe, Stier, Schütze und Adler (letzterer wird umgedeutet in das Sternbild Wassermann):
- Offb. 4,6–7: Und vor dem Thron war es wie ein gläsernes Meer, gleich dem Kristall, und in der Mitte am Thron und um den Thron vier himmlische Gestalten, voller Augen vorn und hinten. Und die erste Gestalt war gleich einem Löwen, und die zweite Gestalt war gleich einem Stier, und die dritte Gestalt hatte ein Antlitz wie ein Mensch, und die vierte Gestalt war gleich einem fliegenden Adler.

4. Die vier Rosse der apokalyptischen Reiter sieht Morosow Metaphern für die Planeten Jupiter, Mars,  Merkur und Saturn. Auf ihnen würden die Sternbilder Schütze, Perseus, Waage und Skorpion „reiten“:
- Offb. 6,2: Und ich sah, und siehe, ein weißes Ross. Und der darauf saß, hatte einen Bogen.
- Offb. 6,4: Und es kam heraus ein zweites Ross, das war feuerrot. Und dem, der darauf saß, wurde Macht gegeben, den Frieden von der Erde zu nehmen, daß sie sich untereinander umbrächten, und ihm wurde ein großes Schwert gegeben.
- Offb. 6,5: Und ich sah, und siehe, ein dunkles Ross. Und der darauf saß, hatte eine Waage in seiner Hand.
- Offb. 6,8: Und ich sah, und siehe, ein fahles Ross. Und der darauf saß, dessen Name war: Der Tod, und die Hölle folgte ihm nach.

5. Sonne und Mond seien direkt benannt. Das einzige weibliche Tierkreiszeichen ist die Jungfrau:
- Offb.12,1: Und es erschien ein großes Zeichen am Himmel: eine Frau, mit der Sonne bekleidet, und der Mond unter ihren Füßen und auf ihrem Haupt eine Krone von zwölf Sternen.

Als Hure wird schließlich der Planet Venus bezeichnet, das Symbol weiblicher Erotik, der sich mit dem roten Antares (wörtlich: Gegen-Mars) im Sternbild Skorpion vereint:
- Offb. 17,3–5: Und ich sah eine Frau auf einem scharlachroten Tier sitzen, das war voll lästerlicher Namen und hatte sieben Häupter und zehn Hörner. Und die Frau war bekleidet mit Purpur und Scharlach und geschmückt mit Gold und Edelsteinen und Perlen und hatte einen goldenen Becher in der Hand, voll von Greuel und Unreinheit ihrer Hurerei.

Die Beschreibung im Text der Offenbarung gebe demzufolge exakt die Konstellation für das julianische Datum des 30. Septembers 395 wieder. Rektaszension und Deklination für den Standort Patmos um 15 Uhr Weltzeit an diesem Tag wurden mit Hilfe des Programms Your Sky errechnet. (Die Rektaszension ist aufgrund der Präzession der Erde gegenüber den heutigen Werten verschoben):
|   | Figur d. Offb. | Zuordnung      | Sternbild        | ~Rektasz. | Gestirn | Rektaszension | Deklination |
| - | -------------- | -------------- | ---------------- | --------- | ------- | ------------- | ----------- |
| 1 | Sonne          | Weib (Leib)    | Jungfrau         | 12h – 14h | Sonne   | 12h 27m 56s   | -3° 02.9    |
| 2 | Mond           | Weib, zu Füßen | Jungfrau         | 12h – 14h | Mond    | 12h 19m 00s   | -2° 50.5    |
| 3 | Weißes Ross    | Bogenschütze   | Schütze          | 16h – 18h | Jupiter | 17h 56m 56s   | -24° 01.5   |
| 4 | Fahles Ross    | Tod            | Skorpion         | 14h – 16h | Saturn  | 14h 40m 40s   | -13° 45.5   |
| 5 | Dunkles Ross   | Waage          | Waage            | 12h – 14h | Merkur  | 13h 52m 38s   | -14° 54.5   |
| 6 | Rotes Ross     | Schwertträger  | Perseus / Widder | 00h – 02h | Mars    | 00h 59m 38s   | +3° 31.2    |
| 7 | Weib / Hure    | Rotes Tier     | Antares, Skorp.  | 14h 55m   | Venus   | 14h 54m 50s   | 18° 22.9    |

Da Sonne, Mond, sowie drei äußere und zwei innere Planeten 3.732.480 Konstellationen in den zwölf Sternbildern des Tierkreises bilden können (125 × 5 × 3), sei eine zufällige Übereinstimmung praktisch ausgeschlossen.
Hier setzt die Chronologiekritik an: Allgemein gilt unter Bezug auf Irenäus (Haer. V,30,3), dass die Offenbarung gegen Ende der Regierungszeit Domitians (81–96) geschaut worden ist. Demnach sei entweder die Offenbarung oder die Herrschaft des Domitian um etwa drei Jahrhunderte zu alt datiert.

## Ausgaben
- Откровение в грозе и буре. История возникновения Апокалипсиса. Byloje, Sankt Petersburg 1907 
  - Nikolaus Morosow: Die Offenbarung Johannis. Eine astronomisch-historische Untersuchung. Mit einem Geleitwort von Arthur Drews. Spemann, Stuttgart 1912